# Boulevard des Canuts
Pour les articles homonymes, voir Canut.
Le boulevard des Canuts est une voie de circulation située dans le 4e arrondissement de Lyon et la commune de Caluire-et-Cuire, dans la métropole de Lyon en France.

## Situation
Le boulevard traverse le plateau de la Croix-Rousse du sud au nord et relie la place des Tapis, proche du boulevard de la Croix-Rousse, à la place Jules Ferry, plus couramment appelée « place de Cuire » à Cuire-le-Haut, un quartier de Caluire-et-Cuire. Il s'étend sur la ville de Lyon jusqu’à l'intersection avec la montée de la Boucle, puis continue avec le même nom sur Caluire-et-Cuire.
Il passe en arrière de l'hôpital de la Croix-Rousse et coupe la rue Hénon, à la hauteur de la station de métro du même nom.

## Dénomination
Il est ainsi nommé en hommage aux canuts les ouvriers de la soierie lyonnaise et de leur lutte pour leur dignité, la révolte des canuts, dans les années 1830.

## Histoire
Le boulevard reprend le tracé de l'ancienne voie de chemin de fer reliant Lyon à Trévoux.
Cette ligne est abandonnée en 1962, permettant la création de ce boulevard, une partie de l'emprise a servi à la construction de la ligne C du métro de Lyon.

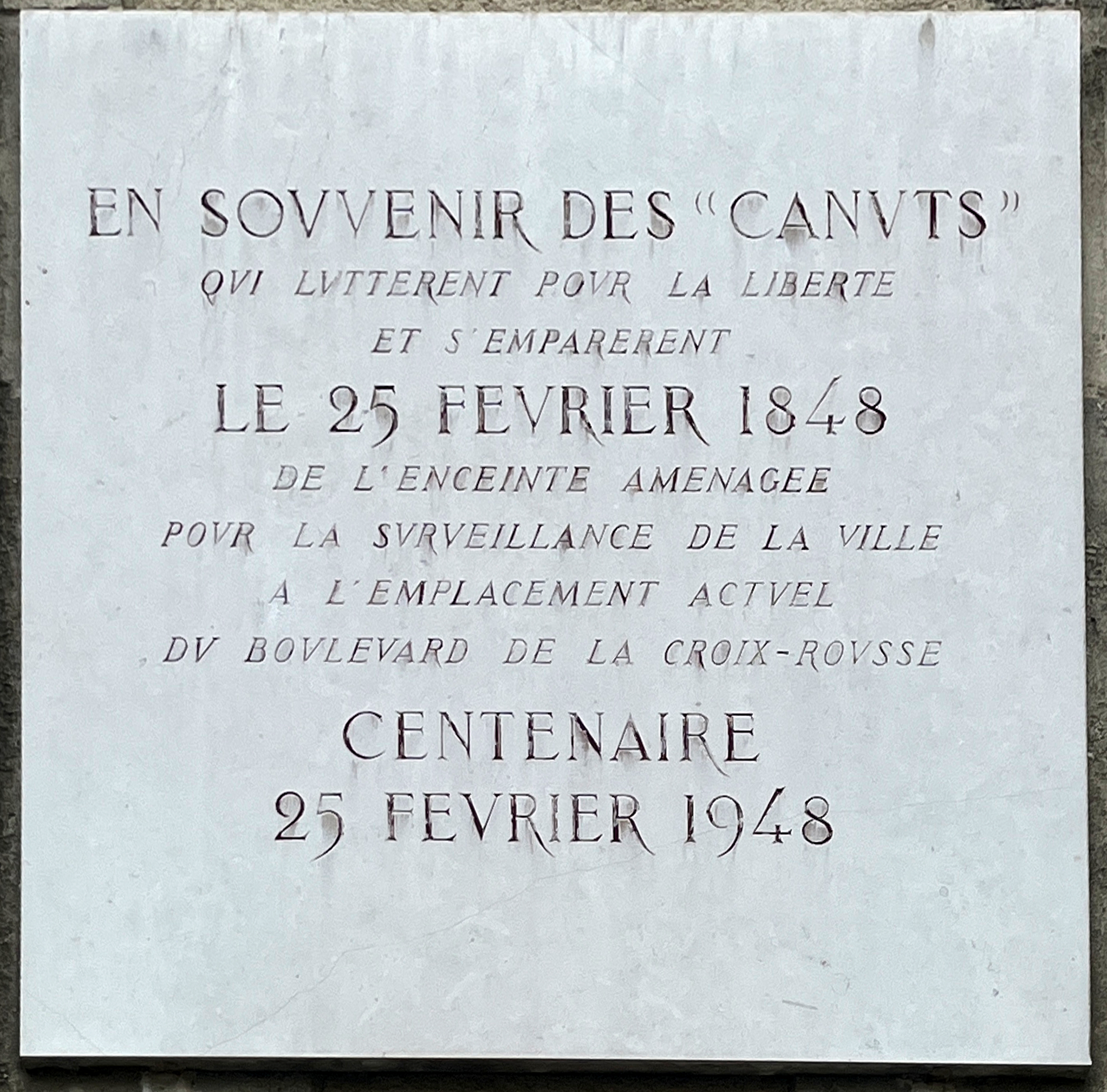
Plaque commémorative du centenaire de la révolte des canuts de 1848,  sur la façade de la mairie du 4e arrondissement.
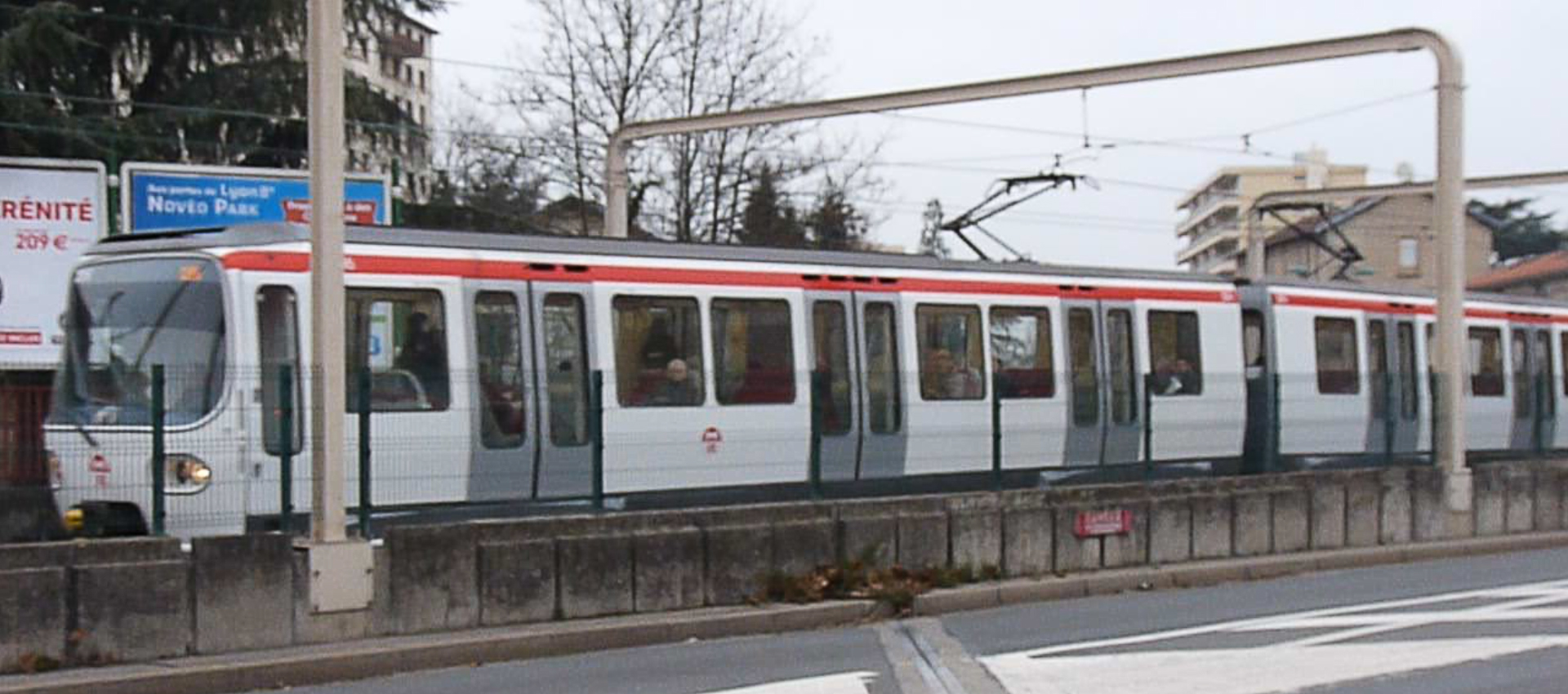
La ligne C du métro de Lyon, le long du boulevard des Canuts
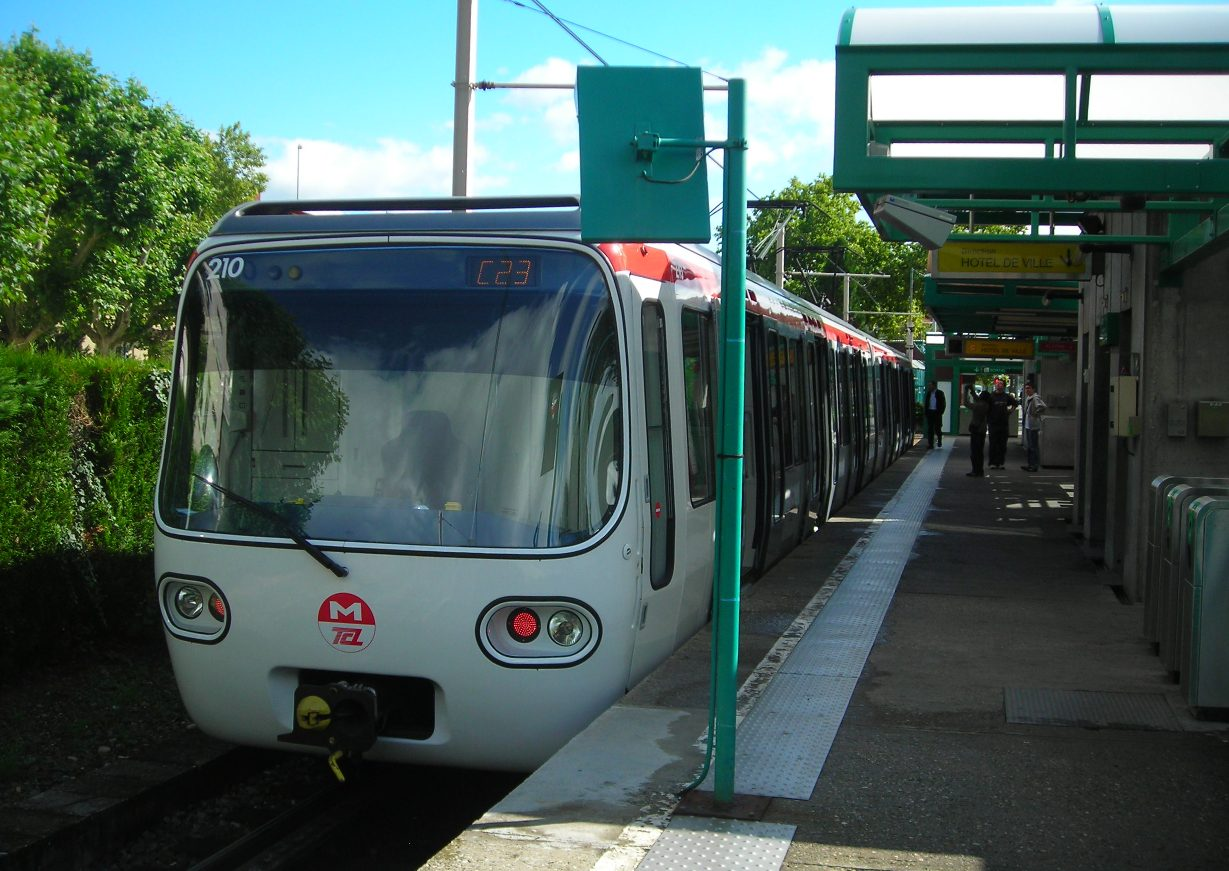
La ligne C du métro de Lyon au terminus de Cuire.

## Œuvre d'art
À l'angle de la rue Denfert-Rochereau, se trouve le mur des Canuts réalisé en 1986 par la Cité de la création. Couvrant une surface de 1 200 m2, cette œuvre est l'une des plus grandes peintures murales en trompe-l’œil d'Europe
Après avoir été revu une première fois en 1997, le mur connaît une nouvelle mise à jour, inaugurée officiellement le 17 avril 2013.

## Accessibilité
- Métro ligne C : ce site est desservi par les stations de métro Hénon et Cuire.
- Bus :
  -   : direction gare de Lyon-Part-Dieu ou place de Cuire à Caluire-et-Cuire
  -   : direction hôpital Édouard-Herriot ou Montessuy à Caluire-et-Cuire
  -   : direction Croix-Rousse ou Plateaux de Saint-Rambert
  -   : direction Croix-Rousse ou Rillieux Alagniers
  -   : circulaire par Croix-Rousse et hôpital de la Croix-Rousse
- Vélo'v : trois stations desservent le boulevard : place des Tapis, station métro Hénon et place de Cuire.